# Cestrum lancifolium
Cestrum lancifolium är en potatisväxtart som beskrevs av Diederich Franz Leonhard von Schlechtendal. Cestrum lancifolium ingår i släktet Cestrum och familjen potatisväxter. Inga underarter finns listade i Catalogue of Life.